# Ocotea bullata
Ocotea bullata ist ein Baum in der Familie der Lorbeergewächse aus Südafrika. Die Art ist streng geschützt, der Handel und der Umgang ist stark reglementiert.
Sie ist sehr ähnlich wie Ocotea kenyensis aus dem zentralen bis östlichen Afrika.

## Beschreibung
Ocotea bullata wächst als immergrüner Baum bis zu 30 Meter hoch. Der Stammdurchmesser erreicht bis zu 1,8 Meter. Es werden kleiner Brettwurzeln oder Wurzelanläufe gebildet. Die bräunliche bis gräuliche Borke ist relativ glatt und im Alter rau und schuppig.
Die wechselständigen und einfachen Laubblätter sind gestielt. Der rinnige Blattstiel ist bis 2,5 Zentimeter lang. Die ledrigen, kahlen, oberseits glänzenden Blätter sind bis 11 Zentimeter lang, meist spitz und ganzrandig. Der Blattrand ist oft wellig. Oberseits, meist im unteren Teil der Spreite sind auffällige, kleine Blasen an der Nervatur vorhanden. Die Nebenblätter fehlen.
Es werden kurze, end- oder achselständige, wenigblütige, mehr oder weniger fein behaarte, zymöse bis rispige Blütenstände gebildet. Die kleinen, duftenden, kurz gestielten und weißlich-gelblichen, dreizähligen Blüten mit einfacher Blütenhülle sind zwittrig oder funktionell eingeschlechtlich. Die 6 Tepalen stehen in zwei Kreisen an einem kleinen Blütenbecher. Es sind 9 kurze Staubblätter in drei Kreisen und im inneren Kreis 3 Staminodien vorhanden. Die Staubblätter im dritten Kreis besitzen zwei Drüsen an der Basis. Der Fruchtknoten ist mittel- bis halboberständig mit kurzem Griffel. Bei den weiblichen Blüten sind die Staubblätter und Staminodien reduziert. Bei den männlichen Blüten ist ein Pistillode vorhanden.
Es werden einsamige, rötlich-purpurne und zur Reife schwärzliche, bis etwa 1,8 Zentimeter lange, eiförmige Früchte, Beeren an einem becherförmigen Fruchtbecher gebildet.

## Verwendung
Das schöne, harte und recht schwere Holz, Stinkholz, ist sehr begehrt. Das frische Holz riecht unangenehm. Es ist bekannt als Schwarzes, Echtes Stinkholz oder Black Stinkwood, Stinkhout.